# Sunset Tower
La Sunset Tower es un edificio histórico situado en el Sunset Strip en West Hollywood, California, Estados Unidos. Diseñado en 1929 por el arquitecto Leland A. Bryant, abrió sus puertas en 1931 y es considerado uno de los mejores ejemplos de la arquitectura art déco en la zona de Los Ángeles. En sus primeros años, fue el lugar de residencia de muchas celebridades de Hollywood, incluidos John Wayne y Howard Hughes. Tras una época de decadencia a principios de la década de 1980, el edificio fue renovado y desde entonces ha funcionado como hotel de lujo bajo los nombres de The St. James's Club, The Argyle y actualmente The Sunset Tower Hotel. El edificio fue añadido al Registro Nacional de Lugares Históricos en 1980.

## Arquitectura
La Sunset Tower es considerada uno de los mejores ejemplos de la variante de art déco conocida como streamline moderne en el sur de California. En su guía a la arquitectura de Los Ángeles, David Gebhard y Robert Winter afirmaron que «esta torre es un monumento de primera clase del art déco y un emblema de Hollywood, tanto como el letrero de Hollywood». Está situada en una ubicación dominante en el Sunset Strip, con vistas de la ciudad, y está decorada con frisos de yeso que representan plantas, animales, dirigibles, criaturas legendarias y a Adán y Eva.
Originalmente funcionaba como un apartotel de lujo, y fue uno de los primeros edificios de gran altura de hormigón armado construidos en California. Cuando fue completado en agosto de 1931, con un coste de 750 000 dólares, el Los Angeles Times señaló: «El que se describe como el edificio de apartamentos más alto del condado de Los Ángeles, con quince plantas y 59 metros de altura, fue completado la pasada semana en la intersección de Kings Road y el Sunset Boulevard por W. I. Moffett, contratista general, para E. M. Fleming, propietario».

## Emblema de Hollywood

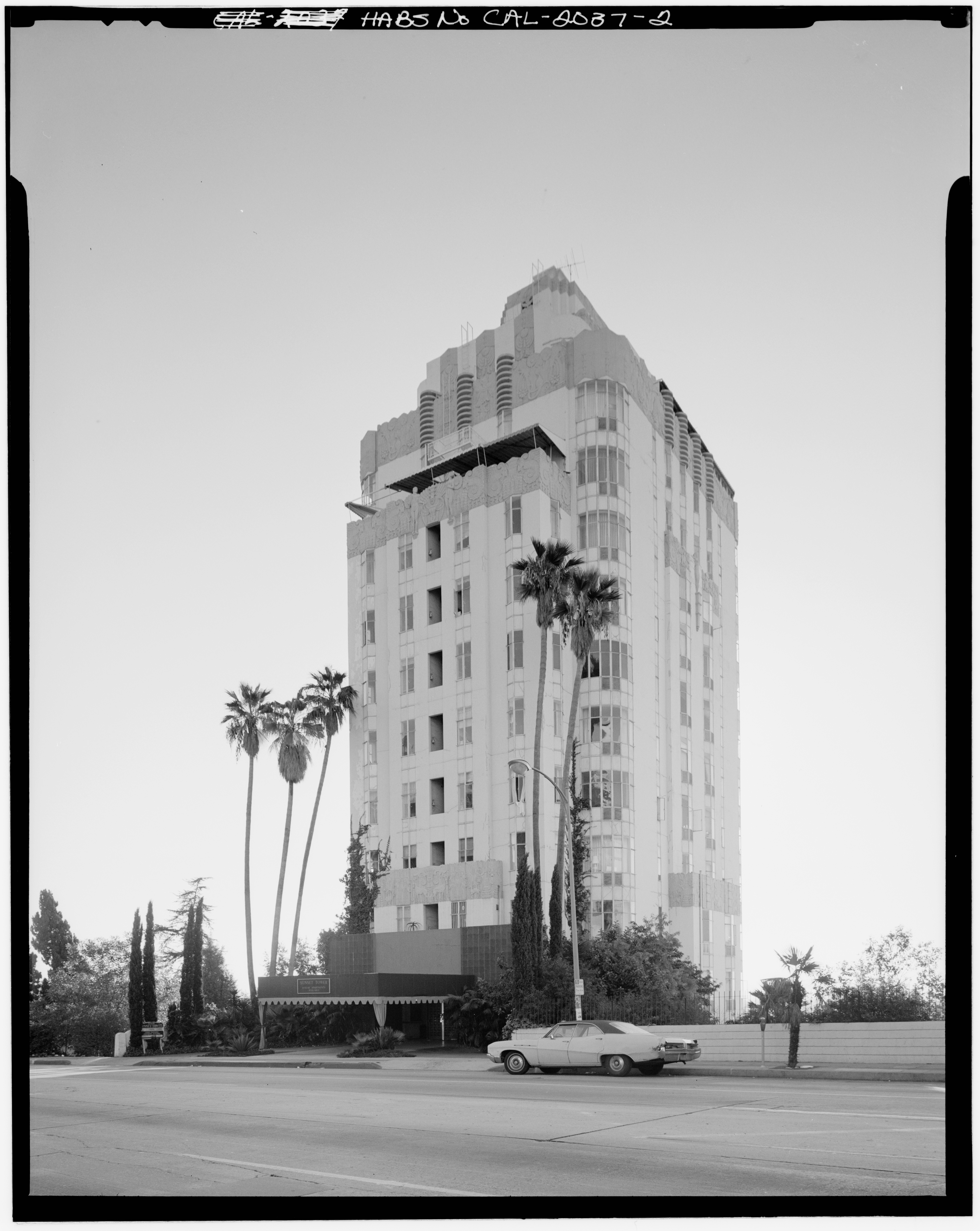
Fotografía histórica de la Sunset Tower.

Pretendiendo comercializar el edificio a las celebridades de Hollywood, un anuncio colocado en la edición de febrero de 1938 de la revista del Sindicato de Actores de Cine rezaba: «Impecable en citas, lo último en privacidad… la dirección más distinguida de Hollywood». En 1933, el Los Angeles Times publicó un artículo sobre la tendencia hacia los áticos de lujo en la ciudad y observó que la Sunset Tower tenía el ático más alto de la ciudad: «Es el más alto de la ciudad y debido a la ubicación del edificio en el que se encuentra, sus inquilinos viven a la misma altura que la torre del Ayuntamiento de Los Ángeles. ¡Imagínense las vistas!»
John Wayne, Howard Hughes, Frank Sinatra, Jerry Buss y el novelista James Wohl vivieron en el ático en diferentes momentos, y, según se dice, Hughes también alquiló alguno de los apartamentos de las plantas más bajas para sus novias o amantes. Existe el rumor de que una vez John Wayne llevó una vaca a su ático a las tres de la mañana diciendo a los huéspedes de su fiesta, que pedían café, que tendrían que ir directamente al origen si querían leche, aunque esta historia ha sido desacreditada por el Los Angeles Times. También residieron en el edificio Clark Gable, Errol Flynn, Marilyn Monroe, Michael Caine, Quincy Jones, Roger Moore, Zsa Zsa Gabor, Billie Burke, Joseph Schenck, Paulette Goddard, Zasu Pitts, George Stevens, Preston Sturges y Carol Kane.
En mayo de 1944, Bugsy Siegel, descrito por el Los Angeles Times como un «deportista de Hollywood», fue acusado de hacer apuestas por teléfono en el apartamento de su socio, Allen Smiley, en la Sunset Tower. Ese día, en el apartamento de Smiley también estaban el actor George Raft y el cuñado de Siegel, Sol Solloway. Ni Raft ni Solloway fueron arrestados. Siegel lo describió como «un golpe en el culo», y los testigos afirmaron que Siegel y sus amigos solo estaban jugando «un juego amistoso de cartas». Posteriormente, Siegel y Smiley se declararon culpables y pagaron multas de 250 dólares.
En ocasiones, el edificio se cita incorrectamente como el lugar en el que se produjo la llamada «batalla del balcón» en agosto de 1944, cuando el músico Tommy Dorsey, la esposa de Dorsey, Patricia Dane, y el socio de Siegel, Allen Smiley, se pelearon con el actor Jon Hall en el balcón del apartamento de Dorsey, pero en realidad la pelea tuvo lugar en los Sunset Plaza Apartments, en la misma calle, donde Smiley se había trasladado tras su arresto en mayo por hacer apuestas en la Sunset Tower. Posteriormente Dorsey, Dane y Smiley fueron acusados de agresión criminal. Tras un juicio, con el correspondiente circo mediático, los cargos fueron retirados el 7 de diciembre de 1944.
En 1947, Truman Capote escribió en una carta: «Vivo en un lugar muy elegante, la Sunset Tower, que, según me dice la nobleza local, es donde suceden todos los escándalos que alguna vez hayan sucedido». Por otra parte, según la actriz Sondra Currie, una de las últimas residentes del edificio, la Sunset Tower «era conocida por tener las chicas de compañía mejor guardadas de Hollywood».
El edificio ha aparecido en varias películas, como The Italian Job, The Player, Días extraños, Get Shorty y Freaky Friday. En la serie de televisión Cannon, el protagonista, interpretado por William Conrad, residía en la torre, y el exterior del edificio aparecía frecuentemente durante toda la serie. El edificio también fue usado para las tomas exteriores del club nocturno LUX en la serie Lucifer.

## Decadencia y restauración

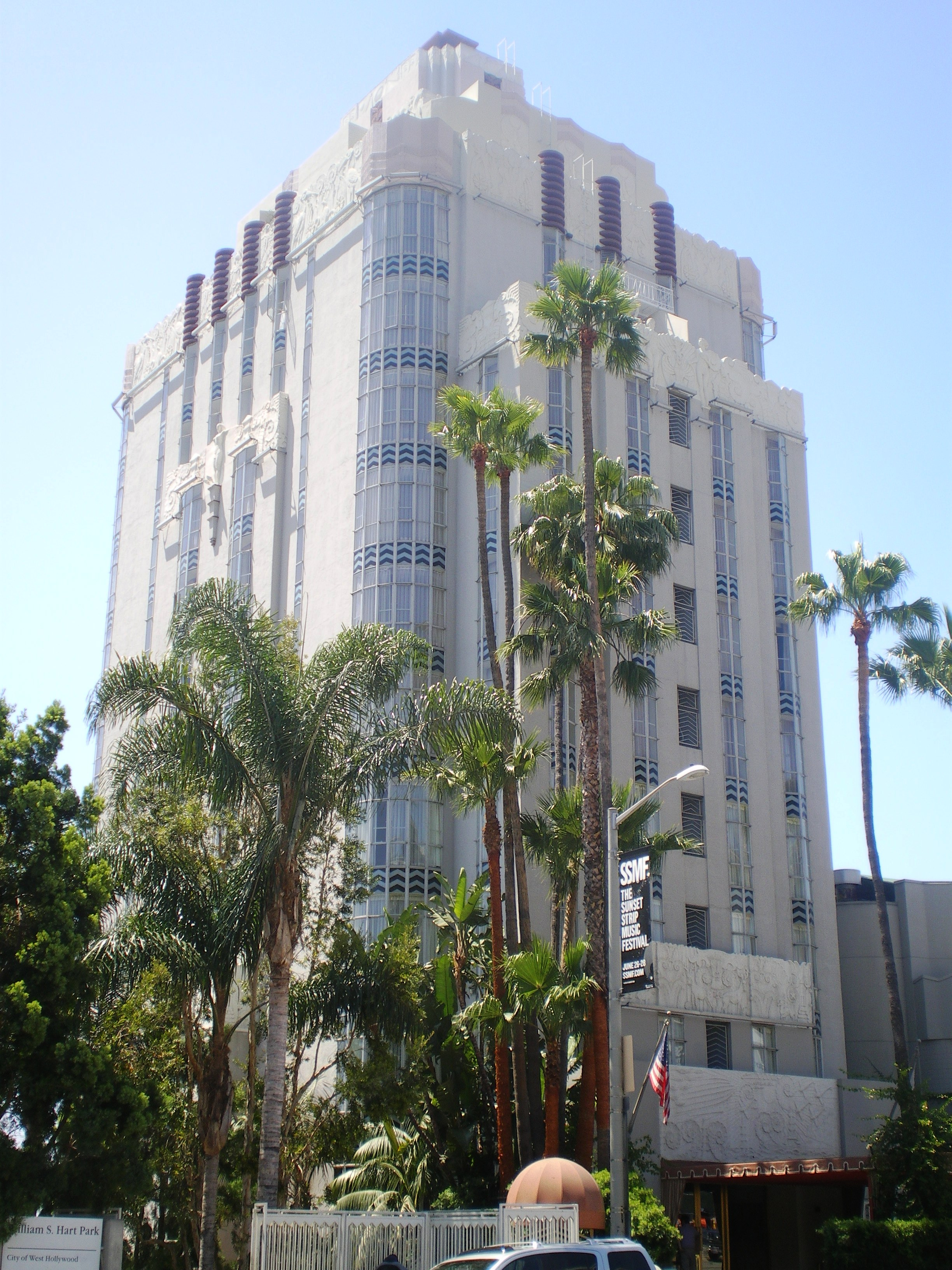
La Sunset Tower en junio de 2008.

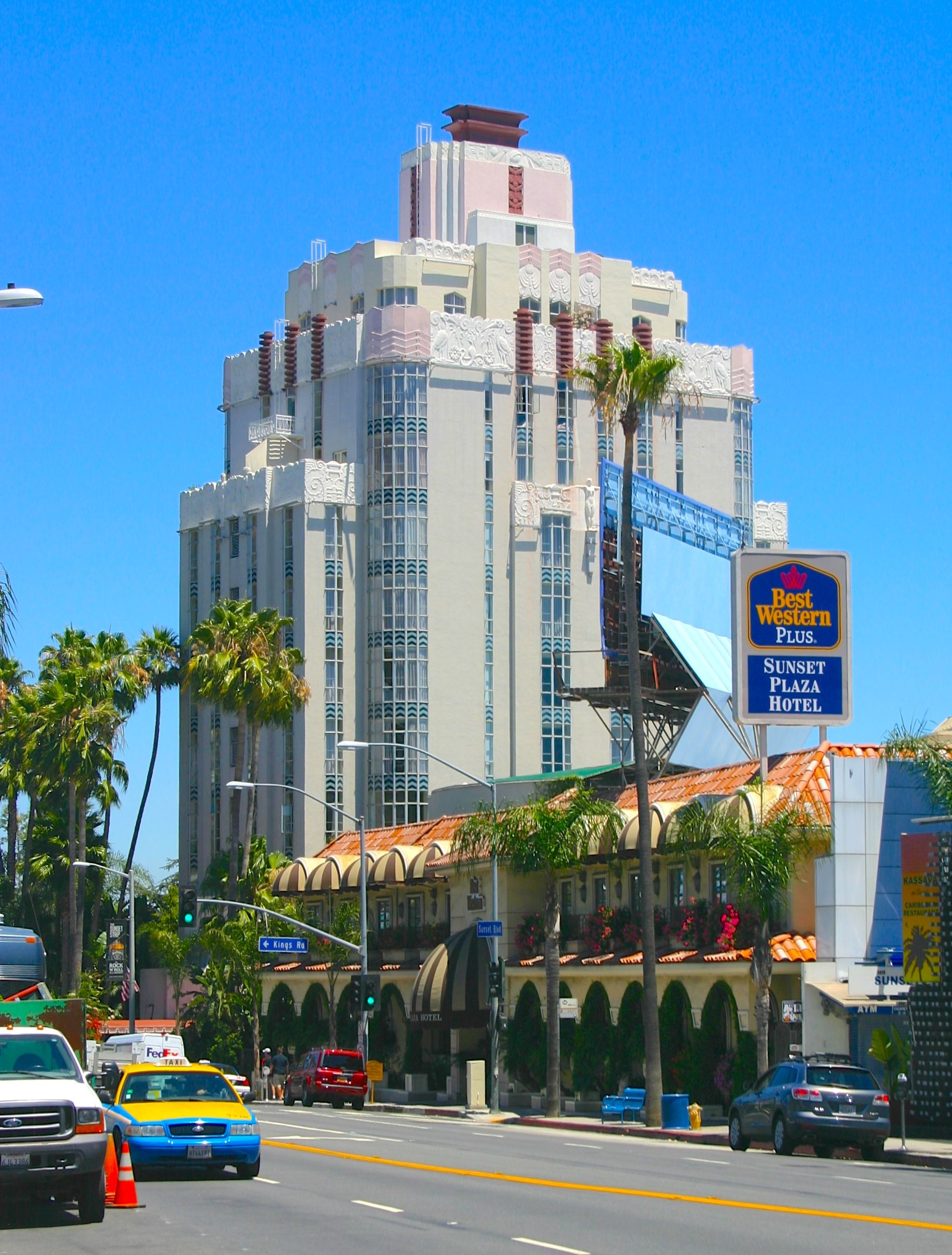
La torre desde el Sunset Boulevard en 2011.

En 1982 fracasó un proyecto para convertir el edificio en condominios, y las obras se detuvieron abruptamente mientras todavía vivían allí residentes. El edificio se había deteriorado y fue descrito «como algo de una tierra devastada por la guerra». En esa época, el residente Werner Klemperer dijo sobre el edificio: «Bienvenidos a Beirut oeste».
El edificio fue salvado de su deterioro y posible demolición cuando fue adquirido en 1985 por Peter de Savary, quien prometió «restaurar cariñosamente» el edificio a su antigua gloria gastando 25 millones de dólares para convertirlo en la primera sucursal de su cadena de hoteles de lujo, The St. James's Club, en los Estados Unidos. El estudio de David Gray se ocupó de la restauración histórica del inmueble y en 1988 la organización de conservación del patrimonio Los Angeles Conservancy otorgó a sus propietarios un premio por su trabajo en la conservación del edificio. La  iluminación exterior e interior fue diseñada por los antiguos diseñadores de Disney Shawn Barrett, Gary Bell y William Sly. The St. James's Club funcionó como un hotel exclusivo durante varios años, frecuentado por celebridades como David Bowie.
El Lancaster Group compró el hotel a Peter de Savary en 1992 y cambió su nombre por The Argyle. En 2004, Jeff Klein compró el hotel. Klein contrató al diseñador Paul Fortune para que renovara el hotel, añadiendo instalaciones más modernas, y recuperó su nombre original. En 2006, The Globe and Mail analizó la renovación de la Sunset Tower y afirmó: «No es un lugar que necesite autodeclararse "de moda" porque su grandiosa historia habla por sí sola, y ha sido llevada exitosamente hasta la actualidad». En 2006, el Daily Mail declaró: «Bill Murray y Penélope Cruz son vistos a menudo en el restaurante, donde, la mayoría de las noches, se puede oír tocar al pianista Page Cavanaugh, de 84 años, que tocó para Frank Sinatra y Doris Day en la década de 1940».
Como parte de la restauración de 2006, el bar del hotel, llamado Tower Bar, fue remodelado para que tuviera un ambiente del cambio de siglo. Después de que en 2006 abriera su puertas, el Los Angeles Times indicó que se había convertido en uno de los más de moda de Los Ángeles: «En una noche reciente en el íntimo Tower Bar, Jennifer Aniston cena a tres metros de distancia de Joaquin Phoenix y los camareros, vestidos de blanco, saludan entre las mesas como los actores de un musical de Broadway. Aquí se descorcha una botella de 155 dólares de Pinot Noir, mientras allí se sirven ostras frías y de vez en cuando se hace una reverencia». The New York Times también se hizo eco de la transformación del hotel: «El restaurante Tower Bar, con sus rayas de seda y nogal, ya es un club retro para la farándula madura de Hollywood (piensa en Brian Grazer y Barbara Walters), completo con martinis por 13 dólares y el octogenario Page Cavanaugh, antiguo pianista de Sinatra, tocando los marfiles». Otras celebridades que han visitado el Tower Bar son Sean Penn, Victoria Beckham, Tom Cruise y Jennifer López.
Dmitri Dmitrov, un inmigrante macedonio de unos sesenta años de edad que «lo sabe todo y no dice nada», es el maître del Tower Bar. En los seis años desde que Klein, siguiendo una sugerencia del diseñador Tom Ford, rescató a Dmitrov de una carrera decadente en lugares tristemente elegantes como un restaurante ruso con arpista, cisnes de hielo y un menú de caviar, se ha convertido en una institución de Hollywood. En 2007, Sean Combs se presentó acompañado por un séquito para asistir a una fiesta de los Globos de Oro, y le dijeron que su nombre no estaba en la lista. Después de que Combs se volviera «agresivo verbalmente», el propietario, Jeff Klein, le pidió personalmente que se marchara. Según el New York Post, cuando Klein dijo que llamaría la policía si no se marchaba, Combs gritó: «Inténtalo y me pasaré el resto de mi vida persiguiéndote». En febrero de 2009, Vanity Fair celebró su fiesta de los Óscar en la Sunset Tower.